# Carya
El gènere Carya de la família Juglandaceae són arbres (carya de l'idioma grec κάρυον "nou"). Inclou 17–19 espècies de decidus amb fulles compostes pinnades i grans nous. Una dotzena o més són natives d'Amèrica del Nord (11 a EUA, 1 a Mèxic), i 5–6 de la Xina i Indoxina.
Una altra espècie asiàtica Carya sinensis, és avui considerada en un gènere separat Annamocarya, com Annamocarya sinensis.

## Taxonomia
- Carya aquatica Nutt.
- Carya alba (L.) Nutt. ex Elliott.
- Carya buckleyi Durieu
- Carya californica
- Carya carolinae-septentrionalis
- Carya cathayensis
- Carya cordiformis (Asch.) Graebn.
- Carya floridana Sarg.
- Carya glabra (Mill.) Sweet
- Carya illinoensis K.Koch - Pacaner
- Carya laciniosa (F.Michx.) Loudon
- Carya myristiciformis Nutt.
- Carya ovalis (Wangenh.) Sarg.
- Carya ovata (Mill.) Koch
- Carya pallida Engl. & Graebn.
- Carya pequen
- Carya oliviformis
- Carya tertiara
- Carya texana C.DC.
- Carya tomentosa (Poir.) Nutt.

| Tàxons                                                                | sinònims (i subtàxons inclosos) | nom català | Distribució (llegenda-WGSRPD). Distribució (mapes) | F.v.; h           | sect.                                                          |
| Carya _Nutt. (< Caryinae < Juglandeae < Juglandoideae < Juglancaceae) | Annamocarya A Chev., Hicoria Raf., orth. var., Hicorius Raf. (fam. Juglandaceae) | cària, noguera americana 2, hicòria [lign]: cària, hickory                                                                         | (Mapa dist.: Fig. 5, 6, 7, 8) |                   | 2-3 sect.: Carya, Apocarya, Sinocarya (< Apocarya, per alguns) |
| Carya aquatica (F.Michx.) Elliott                                     | Hicorius aquatica (F. Michx.) Britton, Juglans aquatica F.Michx. | cària aquàtica | 74 EUA-CN, 77 EUA-CS, 78 EUA-SE, | Phan; 20-30(46) m | sect. Apocarya                                                 |
| Carya carolinae-septentrionalis (Ashe) Engl. & Graebn.                | Carya australis Ashe, Carya ovata var. australis (Ashe) Little, Carya ovata var. carolinae-septentrionalis (Ashe) Reveal, Hicorius carolinae-septentrionalis Ashe | cària de Carolina [pr], cària meridional                                                                                           | 78 EUA-SE, | Phan; 20-39 m     | sect. Carya                                                    |
| Carya cathayensis Sarg.                                               | Carya dabieshanensis M.C.Liu & Z.J.Li, nom. inval., Hicorius cathayensis (Sarg.) Chun | cària de Catai [pr], cària de la Xina 2, cària de les Dabiè (C. dabieshanensis)                                                    | 36 Xina, cult, | Phan; 20 m        | sect. Sinocarya                                                |
| Carya cordiformis (Wangenh.) K.Koch                                   | Carya amara (F.Michx.) Nutt. ex Elliott, Hicorius amara (F.Michx.) Raf., Hicorius cordiformis (Wangenh.) Britton, Juglans amara F.Michx., Juglans cordiformis Wangenh. | cària amarga [pr], cària cordiforme                                                                                                | 72 Can-E, 74 EUA-CN, 75 EUA-NE, 77 EUA-CS, 78 EUA-SE; c11 Eur-C, c14 Eur-E, | Phan; 20-52 m     | sect. Apocarya                                                 |
| Carya floridana Sarg.                                                 | Hicorius floridana Sudw. | cària de Florida | 78 EUA-SE, | Phan; 3-5(25) m   | sect. Carya                                                    |
| Carya glabra (Mill.) Sweet                                            | Carya ashei (Sudw.) H.P.Kelsey & Dayton, Carya megacarpa Sarg., Carya porcina (F.Michx.) Nutt. ex Elliott, Carya obcordata Sweet, Juglans pyriformis Muhl., nom. nud., Juglans glabra Mill. | cària glabra [pr], cària vera, noguera de porc                                                                                     | 72 Can-E, 74 EUA-CN, 75 EUA-NE, 77 EUA-CS, 78 EUA-SE; c11 Eur-C, | Phan; 15-27(37) m | sect. Carya                                                    |
| Carya hunanensis W.C.Cheng & R.H.Chang                                | | cària de Hunan | 36 Xina, cult, | Phan; 14 m        | sect. Sinocarya < Apocarya                                     |
| Carya illinoinensis (Wangenh.) K.Koch                                 | Carya illinoensis (Wangenh.) K.Koch, orth. var., Carya oliviformis (Michx.) Nutt., Carya pecan (Marshall) Engl. & Graebn., Hicorius pecan (Marshall) Britton, Juglans illinoinensis Wangenh., Juglans oliviformis Michx., Juglans pecan Marshall                                                               | pacaner, noguera de pacanes, cària d'Illinois, nouer americà, pacana, pecana, pecaner [frut]: pacana, nou d'Amèrica, nou de Màlaga | 74 EUA-CN, 75 EUA-NE, 77 EUA-CS, 78 EUA-SE, c[7 EUA, 79 Mex-N, 79 Mex-S; c7 Mex, c84 Brasil [13 Eur-SE, c14 Eur-E, c27 Afr-S, c33 Cauc, c34 As-W, c36 Xina, c50 Aus, cult, orn, | Phan; 20-50 m     | sect. Apocarya                                                 |
| Carya kweichowensis Kuang & A M.Lu                                    | | cària de Guizhou | 36 Xina, | Phan; 20 m        | sect. Sinocarya < Apocarya                                     |
| Carya laciniosa (F.Michx.) W.P.C.Barton                               | Hicorius laciniosa (F.Michx.) Sarg., Juglans laciniosa F.Michx. | cària laciniada [pr], cària reial                                                                                                  | 78 EUA-SE, | Phan; 20-41 m     | sect. Carya                                                    |
| Carya myristiciformis (F.Michx.) Nutt. ex Elliot                      | Carya fernowiana (Sudw.) Sudw., Hicorius myristiciformis (F.Michx.) Britton, Juglans myristiciformis F.Michx. | cària d'aiguamoll [pr], cària d'escorça bruna, cària de nou moscada                                                                | 74 EUA-CN, 77 EUA-CS, 78 EUA-SE, 79 Mex-N, | Phan; 20-35 m     | sect. Carya                                                    |
| Carya ovalis (Wangenh.) Sarg.                                         | Carya glabra var. odorata (Marshall) Little, Hicorius ovalis (Wangenh.) Ashe, Juglans alba var. odorata Marshall, Juglans ovalis Wangenh. | cària vermella | 72 Can-E, 74 EUA-CN, 75 EUA-NE, 78 EUA-SE, cult, | Phan; 20-30 m     | sect. Carya                                                    |
| Carya ovata (Mill.) K.Koch                                            | Carya alba auct., Carya alba subsp. ovata (Mill.) Schwer., Carya borealis (Ashe) C.K.Schneid., Carya ovalis var. borealis (Ashe) Sarg., Hicorius borealis Ashe, Hicorius ovata Britton | cària blanca [pr], cària ovada, noguera blanca americana 2, noguera pilosa, hickory                                                | 72 Can-E, 74 EUA-CN, 75 EUA-NE, 77 EUA-CS, 78 EUA-SE, 79 Mex-N, 79 Mex-S; c11 Eur-C, c13 Eur-SE, c14 Eur-E,                                                                     | Phan; 20-30{46} m | sect. Carya                                                    |
| Carya ovata _var. ovata                                               | Carya microcarpa Nutt., Carya ovata var. fraxinifolia Sarg., Carya ovata var. nuttallii Sarg., Carya ovata var. pubescens Sarg. | cària blanca septentrional, cària de fulla de freixe (var. fraxinifolia)                                                           | 72 Can-E, 74 EUA-CN, 75 EUA-NE, 77 EUA-CS, 78 EUA-SE, | Phan; 20-30{46} m | sect. Carya                                                    |
| Carya ovata var. mexicana (Engelm. ex Hemsl.) W.E.Manning             | Carya mexicana Engelm. ex Hemsl., Carya ovalis var. mexicana (Engelm. ex Hemsl.) W.E.Manning, Hicorius mexicana (Engelm. ex Hemsl.) Britton, Juglans ovata Mill. | cària blanca de Mèxic | 79 Mex-N, 79 Mex-S, | Phan; 6-12 m      | sect. Carya                                                    |
| Carya pallida (Ashe) Engl. & Graebn.                                  | Hicorius pallida Ashe | cària pàl·lida | 74 EUA-CN, 75 EUA-NE, 78 EUA-SE, | Phan; 9-29 m      | sect. Carya                                                    |
| Carya palmeri W.E.Manning                                             | | cària de Mèxic | 79 Mex-N, 79 Mex-S, | Phan; 12-25 m     | sect. Apocarya                                                 |
| Carya poilanei (A.Chev.) J.-F.Leroy                                   | Juglans poilanei A.Chev. | cària del Vietnam [pr], cària de Poilane                                                                                           | 41 Indox, | Phan; 13 m        | sect. Sinocarya < Apocarya                                     |
| Carya sinensis Dode                                                   | Annamocarya sinensis (Dode) J.-F. Leroy, Annamocarya indochinensis (A.Chev.) A.Chev., Carya indochinensis (A.Chev.) W.E.Manning & Hjelmq., nom. inval., Carya integrifoliolata (Kuang) Hjelmq., Juglandicarya integrifoliolata (Kuang) Hu, Juglans indochinensis A. Chev., Rhamphocarya integrifoliolata Kuang | cària de bec [pr], cària de la Xina 1, cària d'Indoxina                                                                            | 36 Xina, 41 Indox, | Phan; 30 m        | -> Annamocarya: gènere diferent?                               |
| Carya texana Buckley                                                  | Carya arkansana Sarg., Carya buckleyi Meehan ex Durand, nom. illeg., Carya villosa (Sarg.) C.K.Schneid, Hicorius arkansana (Sarg.) Ashe | cària de Texas [pr], cària negra                                                                                                   | 74 EUA-CN, 75 EUA-NE, 77 EUA-CS, 78 EUA-SE, cult, | Phan; 10-41 m     | sect. Carya                                                    |
| Carya tomentosa (Lam.) Nutt.                                          | Carya alba (L.) Nutt., Hicorius tomentosa (Lam. ex Poir.) Raf., Juglans tomentosa Lam., Juglans tomentosa Michx. | cària tomentosa | 74 EUA-CN, 75 EUA-NE, 77 EUA-CS, 78 EUA-SE; c11 Eur-C, c14 Eur-E, | Phan; 20-36 m     | sect. Carya                                                    |
| Carya tonkinensis Lecomte                                             | | cària de Tonquín | 36 Xina, 40 SubcInd, 41 Indox, | Phan; 15 m        | sect. Sinocarya < Apocarya                                     |
| Carya laneyi, Carya ×laneyi Sarg.                                     | Carya cordiformis × C. ovata; Carya ×laneyi var. chateaugayensis (Sarg.) Boivin | cària de Laney | 75 EUA-NE, | Phan; 12-18 m     | -                                                              |
| Carya lecontei, Carya ×lecontei Little                                | Carya aquatica × C. illinoinensis; Hicorius texana Leconte | cària de Leconte | 77 EUA-CS, 78 EUA-SE, | Phan; 25-30 m     | sect. Apocarya                                                 |

Distribució (llegenda): WGSRPD = World Geographical Scheme for Recording Plant Distributions (R. K. Brummitt) - Sistema geogràfic mundial per al registre de la distribució de les plantes.
Distribució (mapes):
Grauke, L.J. & al., 2016. "Crop Vulnerability: Carya". HortScience 51(6):653–663. 2016. Carya: Dist., mapes, fig. 5, 6, 7, 8
n, natz = naturalitzada, subespontània; a, adventícia; c, cult = cultivada; orn = cultivada ornamental; [... = introduïda (sense especificar);
Forma vital (F.v.); g = alçària de les gemmes persistents, Forma vital de Raunkiær.
F.v.: Phan = Phanerophyta (faneròfits; g > 2-3 m);  Nphan = Nanophanerophyta (nanofaneròfits; 2-3 > g > 0,2-0,5 m);
Alçària (h): alçària total de l'arbre o de la planta (m)
[pr]: nom preferent;  [flos]: flor;  [amnt]: ament;  [frut]: fruit;  [semn]: llavor;  [cupl]: cúpula, involucre; [lign]: fusta
Altres Fonts bibliogràfiques de la Taula:
- Espermatòfits > #Fonts bibliogràfiques (nomenclatura, distribució, forma vital)
- Vegeu també les fonts del peu de Taula de la família Juglandaceae